# Desmomys harringtoni
Desmomys harringtoni är en däggdjursart som först beskrevs av Thomas 1902.  Desmomys harringtoni ingår i släktet Desmomys och familjen råttdjur. IUCN kategoriserar arten globalt som livskraftig. Inga underarter finns listade i Catalogue of Life.
Håren som bildar den långa och mjuka pälsen på ovansidan är mörkgråa vid roten och ljusbruna till gulbruna vid spetsen vad som ger ett mörkbrunt utseende. Vid ryggens topp är pälsen mörkast. Dessutom är några helt svarta hår inblandade. Gränsen mot den ljusgråa till vita undersidan utgörs av en ljusbrun strimma. På djurets avrundade öron förekommer korta hår. Hakan och strupen har en grå färg. Vid framtassen saknas tummen och det femte fingret är förminskat. Även vid bakfoten är den första och den femte tån liten.
Denna gnagare förekommer i Etiopiens högland mellan 1800 och 3300 meter över havet. Habitatet utgörs av fuktiga skogar och buskskogar. Dessutom besöks jordbruksmark.